# Zur Heiligen Familie (Strasburg)

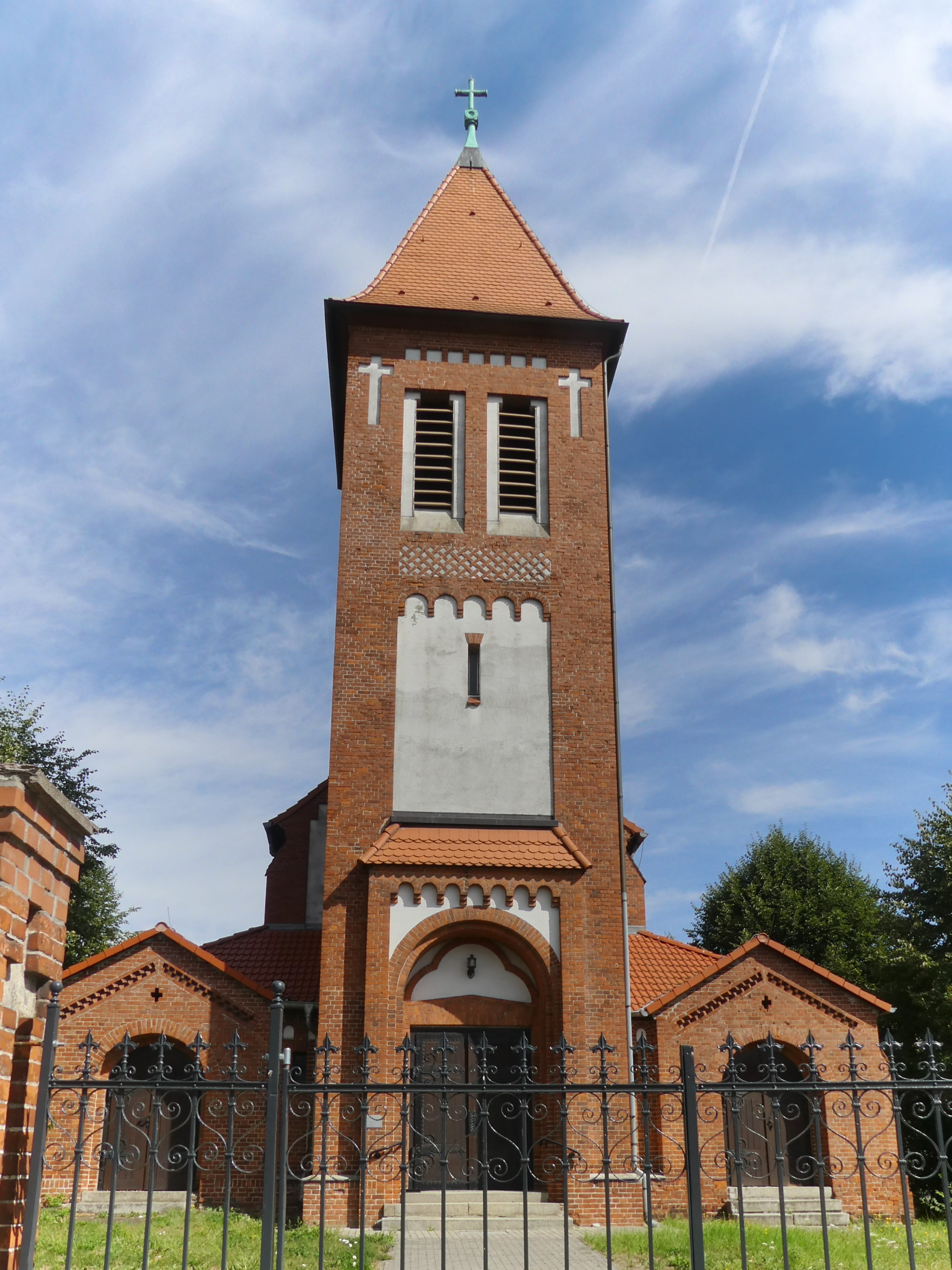
Zur Heiligen Familie

Die römisch-katholische Kirche Zur Heiligen Familie ist eine neoromanische Saalkirche in Strasburg (Uckermark), einer Stadt im Landkreis Vorpommern-Greifswald in Mecklenburg-Vorpommern. Die Kirchengemeinde ist Filialkirche der katholischen Kirche in Pasewalk und gehört zum Dekanat Vorpommern des Erzbistums Berlin.

## Lage
Die Bundesstraße 104 führt von West-Ost-Richtung durch den südlichen Bereich des historischen Stadtkerns. Außerhalb der ehemaligen Stadtmauer zweigt die Karl-Liebknecht-Straße nach Nordosten hin ab. Die Kirche steht auf einem leicht nach Norden hin ansteigenden Grundstück, das mit einem Metallgitterzaun eingefriedet ist. Das Bauwerk ist nicht geostet, sondern in Nord-Süd-Richtung erbaut.

## Geschichte
Strasburg war Mitte des 19. Jahrhunderts nach Pasewalk eingepfarrt. Als 1862 der Pfarrer Krätzig in den Ort kam, fand er lediglich eine sechsköpfige katholische Familie und eine weitere katholische Frau vor. Die Anzahl der Gläubigen stieg jedoch nach den Befreiungskriegen an. Hinzu kamen vorwiegend katholische Arbeiter aus den Ostgebieten des Deutschen Reichs. Ab 1882 fanden alle sechs bis acht Wochen Gottesdienste in unterschiedlichen Räumlichkeiten statt. 1887 entstand eine Kapelle, während im gleichen Jahr ein Stiefelfabrikant der Gemeinde einen Raum oberhalb seiner Werkstatt zur Miete anbot. Als dieser Fabrikant 1891 starb, bot seine Witwe der Gemeinde das Haus zum Kauf an, der 1893 vollzogen wurde. Die Gläubigen bauten daraufhin die Werkstatt zu einer weiteren Kapelle um, so dass die Gläubigen fortan regelmäßig einen Gottesdienst abhalten konnten. 1904 erhielten sie die Erlaubnis, dass Sanctissimum in der Kapelle aufzubewahren. Im gleichen Jahr erteilten kirchliche und staatliche Stellen die Genehmigungen, die selbstständige Kapellengemeinde Strasburg zu errichten.
Durch weiteren Zuzug sowie Saisonarbeiter stieg die Zahl der Gläubigen auf rund 300 Personen an. Die Kapelle wurde zu klein und daher kam der Wunsch nach einem größeren Sakralbau auf. Die Pläne wurden 1909 mit dem Kauf eines Baugrundstücks auf dem Gelände des ehemaligen Jüteritzer Tors angegangen. Noch im selben Jahr begannen die Bauarbeiten nach Plänen des Berliner Architekten August Kaufhold. Die Kirchweihe fand am 17. Mai 1910 statt. Ab 1925 wurde die Kirche elektrisch beleuchtet. 1935 feierten die Gläubigen das 25-jährige Bestehen ihrer Kirchengemeinde. Mit Beginn des Zweiten Weltkriegs wurde es den Gläubigen untersagt, den Gottesdienst auch in Polnisch abzuhalten. 1941 fand am Palmsonntag ein Gottesdienst für die lagernden Divisionen statt. Während des Kriegs wurde das Bauwerk durch Granaten beschädigt. Als am 28. April 1945 die Rote Armee in Strasburg einzog, stand der Tabernakel offen. 1946 fanden erste Ausbesserungsarbeiten statt. 1950 errichtete ein Schlossermeister aus Strasburg ein neues Tabernakel. Im Februar 1955 erhielt die Kirchengemeinde ein von einer Glockengießerei in Apolda angefertigtes Geläut. 1957 wurde der Innenraum der Kirche renoviert; die ursprüngliche Kirchenausstattung wurde dabei weitgehend entfernt und die Kirche neu ausgemalt. 1960 konnte die Kirchengemeinde einen neuen Hochaltar aus Travertin aufstellen; 1965 eine neue Fünte. Im gleichen Jahr erhielt die Gemeinde als Stiftung ein Altarbild mit einer Darstellung der Heiligen Familie. Ein Jahr später konnte eine Heizung installiert werden. 1978 wurde das Dach neu eingedeckt; 1983 entstand eine Winterkirche.

## Baubeschreibung

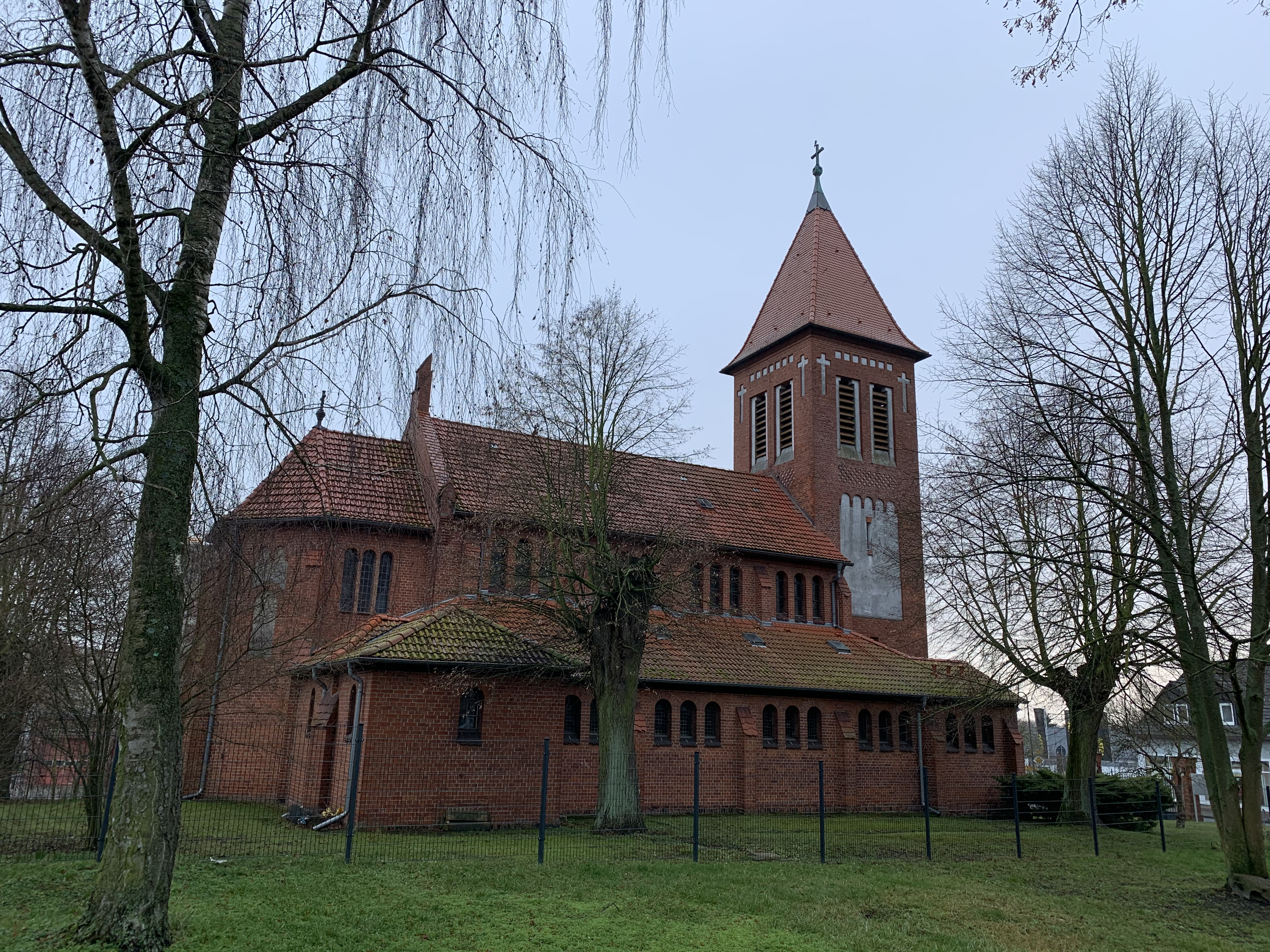
Ansicht von Osten

Das Bauwerk besteht im Wesentlichen aus rötlichem Ziegel-Mauerwerk. Der polygonale Chor ist leicht eingezogen und wird an seinen Ecken von je einem Strebepfeiler gestützt, die bis kurz unterhalb der Dachtraufe reichen. Am Ostschluss sowie an den beiden angrenzenden Feldern sind je ein großes Rundbogenfenster in die Wände eingelassen, darüber miteinander verbundene, schmalere Rundbogenfenster. An der Nord- und Südseite finden sich je drei miteinander gekuppelte Rundbogenfenster.
Daran schließt sich nach Süden das Kirchenschiff an. An der West- und der Ostseite des Langhauses gibt es vier weitere Fenster, die aus drei miteinander gekuppelten Rundbogenfenstern bestehen, ebenso in den beiden Seitenschiffen. Zwischen den einzelnen Feldern sorgen weitere Strebepfeiler für zusätzliche Gliederung. An der Nordwestecke ist eine Sakristei mit einem rechteckigen Grundriss angefügt. Das Schiff trägt ein schlichtes Satteldach; über dem Chor ist es nach Norden hin abgewalmt.
Im Süden schließt sich der stark eingezogene, quadratische Kirchturm an. Westlich und östlich wird er von je einem Anbau mit einer rundbogenförmigen Pforte im Süden flankiert. Sie umrahmen das große, rechteckige Mittelportal, das von einem gemauerten Rundbogen eingefasst wird. Darüber erhebt sich das mittlere Geschoss. Die Mauersteine formen dabei eine rechteckige Blende, die an ihrer oberen Seite von einem nach unten geöffneten Fries verziert wird. Mittig sitzt je ein hochrechteckiges, schlitzförmiges Fenster. Darüber erhebt sich das Glockengeschoss. In den seitlichen Lisenen gibt es je eine kreuzförmige Blende, dazwischen zwei hochrechteckige Klangarkaden. Der Turm schließt mit einem Pyramidendach mit Kreuz ab.

## Ausstattung
Die Kirchenausstattung stammt im Wesentlichen aus der Zeit des Umbaus in den 1960er Jahren.